# Departamento de Rawson (kommun i San Juan)
Departamento de Rawson är en kommun i Argentina.   Den ligger i provinsen San Juan, i den centrala delen av landet, 1 000 km väster om huvudstaden Buenos Aires. Antalet invånare är 107 000.
Omgivningarna runt Departamento de Rawson är i huvudsak ett öppet busklandskap. Runt Departamento de Rawson är det tätbefolkat, med 397 invånare per kvadratkilometer.